# Hypocaccus disjunctus
Hypocaccus disjunctus är en skalbaggsart som först beskrevs av Sylvain Auguste de Marseul 1855.  Hypocaccus disjunctus ingår i släktet Hypocaccus och familjen stumpbaggar. Inga underarter finns listade i Catalogue of Life.